# Nole
Nole é uma comuna italiana da região do Piemonte, província de Turim, com cerca de 6.238 habitantes. Estende-se por uma área de 11 km², tendo uma densidade populacional de 567 hab/km². Faz fronteira com Corio, Rocca Canavese, Grosso, San Carlo Canavese, Villanova Canavese, Ciriè, Fiano, Robassomero.

## Demografia
| Variação demográfica do município entre 1861 e 2011                               |
|                                                                                   |
| Fonte: Istituto Nazionale di Statistica (ISTAT) - Elaboração gráfica da Wikipedia |